# American Son (filme de 2019)
American Son é um filme americano de drama de 2019 dirigido por Kenny Leon e estrelado por Kerry Washington, Steven Pasquale, Jeremy Jordan e Eugene Lee. O filme foi lançado em 1 de novembro de 2019 na Netflix.
Baseado na peça da Broadway com o mesmo nome, o filme foca na luta de dois pais, Kendra Ellis-Connor e seu marido, Scott Connor, enquanto procuram respostas sobre o desaparecimento repentino de seu filho adolescente, Jamal.

## Elenco
- Kerry Washington como Kendra Ellis-Connor
- Steven Pasquale como Scott Connor
- Jeremy Jordan como Oficial Paul Larkin
- Eugene Lee como Tenente John Stokes